# Otakar Theer

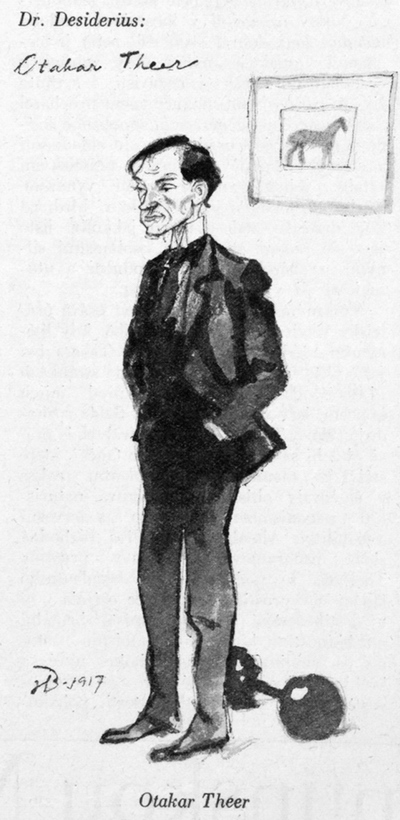
Otakar Theer na karikatuře Huga Boettingera z roku 1917

Otakar Theer (16. února 1880 Černovice, Bukovina, dnes Ukrajina – 20. prosince 1917 Praha) byl český básník, prozaik, dramatik a překladatel.

## Život
Narodil se jako syn rytmistra c. a k. armády Karla Theera a jeho ženy Františky Brzorádové v době, kdy byl otec převelen do Bukoviny. Vojenská služba později otce zavedla do kasáren v Praze na Pohořelci a rodina proto bydlela na Hradčanech. Tam Otakar bydlel v Úvoze až do konce svého života.. Otakar začal psát básně v Praze v době svých gymnazijních studií. Po ukončení reálného gymnázia v Žitné studoval na Právnické fakultě Univerzity Karlovy, ale v průběhu studia přestoupil na Filozofickou fakultu téže univerzity. Jako student nesouhlasil s názory T. G. Masaryka v otázce hilsneriády.   Ve školním roce 1902–1903 studoval v Paříži na Sorbonně. Výnosem c. a k. ministerstva kultu a vyučování z 18.6.1906 byl ustanoven praktikantem Univerzitní knihovny v Praze, kde pracoval i nadále a kariéru dovršil jako úředník téže knihovny. Zůstal svobodný, ačkoliv byl pokřtěn a vychován v římsko-katolické rodině, víru při své orientaci k levici a anarchismu odvrhl.

## Tvorba
Spolupracoval s časopisem Lumír a Literárními listy. Jeho dílo je ovlivněno symbolismem, vyhledává často dekadentní a erotické motivy. Patřil také k okruhu spisovatelů kolem S. K. Neumanna a jeho olšanské vily. Po řadu let pravidelně navštěvoval literární salon Anny Lauermannové-Mikschové, která tvořila pod pseudonymem Felix Téver, pro niž se stal rádcem a prvním kritikem jejích literárních děl. Kromě vlastní tvorby se věnoval též překládání z francouzštiny a angličtiny.

## Dílo
- Háje, kde se tančí, 1897
- Výpravy k Já, 1900
- Pod stromem lásky, 1903
- Úzkosti a naděje, 1911
- Faëthón, 1916
- Všemu navzdory, 1916

### Překlady
- WILDE, Oskar. Salome : drama o jednom dějství. Překlad Otakar Theer. Praha: Jan Otto, 1905. Dostupné online.